# (2115) Irakli
(2115) Irakli (1976 UD; 1948 PY; 1952 HZ3) ist ein Asteroid des äußeren Hauptgürtels, der zur Eos-Familie gehört und am 24. Oktober 1976 von Richard Martin West am La-Silla-Observatorium entdeckt wurde.

## Benennung
Der Asteroid wurde nach Irakli West, dem Sohn des Entdeckers, benannt.